# 下切駅
下切駅（しもぎりえき）は、岐阜県可児市下切にある、東海旅客鉄道（JR東海）太多線の駅である。駅番号はCI03。

## 歴史
- 1952年（昭和27年）12月26日：日本国有鉄道の駅として開業[3]。旅客営業のみ[3]。
- 1987年（昭和62年）4月1日：国鉄分割民営化により、JR東海の駅となる[3]。
- 1989年（平成元年）3月：待合所改築[4]。
- 2010年（平成22年）3月13日：ICカード「TOICA」の利用が可能となる[5]。

## 駅構造
単式ホーム1面1線を有する地上駅。待合所があるのみの無人駅で、駅の管理は美濃太田駅が行なっている。ホーム脇に桜の大木が並んでいたが、全て伐採された。

## 利用状況
「可児市の統計」によると、1日の平均乗車人員は以下の通りである。
| 年度   | 一日平均 乗車人員 |
| ------ | ----------------- |
| 2012年 | 400               |
| 2013年 | 411               |
| 2014年 | 416               |
| 2015年 | 434               |
| 2016年 | 457               |
| 2017年 | 478               |
| 2018年 | 503               |
| 2019年 | 530               |
| 2020年 | 427               |

## 駅周辺
- 大森城址
- ひめ幼稚園
- 可児市立姫治公民館
- 保護猫カフェmoff moff
- はたのクリニック

## 隣の駅
東海旅客鉄道（JR東海）
CI 太多線
姫駅 (CI04) - 下切駅 (CI03) - 可児駅 (CI02)